# Kate Berlant
Pour les articles homonymes, voir Berlant.
Kate Berlant, née le 16 juillet 1987 à Los Angeles, en Californie, est une actrice, scénariste et productrice américaine.

## Filmographie

### Comme actrice
- 2002 : Lizzie McGuire (série télévisée) : l'étudiante #2
- 2012 : Family Dinner (court métrage)
- 2013 : Tony Hale's Acting Process (court métrage)
- 2014 : The Greggs (court métrage) : Shelley
- 2014 : Don't Walk (série télévisée) : Smug Local
- 2014 : Dogshow QVC (court métrage) : Bonnie, Honolulu HI (voix)
- 2014 : Crazy House (téléfilm) : Nicole
- 2015 : Shopping (court métrage)
- 2015 : Monica (mini-série) : Denise
- 2016 : I Love You Both : Ivy
- 2016 : The Characters (série télévisée) : Brian / Denise St. Roy / Rachel / Kate (2 épisodes)
- 2016 : Dean : Naomi
- 2016 : Buster's Mal Heart : l'opératrice téléphonique pour le sexe (voix)
- 2016 : Transparent (série télévisée) : Ronit
- 2016 : Comedy Bang! Bang! (série télévisée) : Karen
- 2017 : 555 (mini-série) : Rachel / Stella (5 épisodes)
- 2017 : Bajillion Dollar Propertie$ (série télévisée) : Morningstar
- 2016-2017 : Clarence (série télévisée) : Ms. Julip (voix) (4 épisodes)
- 2017 : Snowy Bing Bongs Across the North Star Combat Zone : Belinda
- 2017 : Danger & Eggs (série télévisée) : Rhonda
- 2017 : Comrade Detective (série télévisée) : la reportère (voix)
- 2017 : Tim and Eric Awesome Show Great Job! Awesome 10 Year Anniversary Version, Great Job? (téléfilm) : Linda
- 2016-2017 : BoJack Horseman (série télévisée) : la manager (2 épisodes)
- 2017 : Easy (série télévisée) : Lauren
- 2016-2017 : Search Party (série télévisée) : Nia, l'éditrice (5 épisodes)
- 2017 : Water Bear (série télévisée) : Seahorse
- 2017 : Company (court métrage) : Stephanie
- 2018 : Sorry to Bother You : Diana DeBauchery
- 2018 : Little Bitches : la conseillère
- 2018 : Another Period (série télévisée) : la reportère
- 2018 : Alone Together (série télévisée) : Jess
- 2018 : High Maintenance (série télévisée) : Reina
- 2018 : Happy Anniversary : Lindsay
- 2018 : Duck Butter : Kathy
- 2017-2018 : Ghosted (série télévisée) : Linda (7 épisodes)
- 2016-2018 : Animals. (série télévisée) : Sapphire / Maria (voix) / Kashmere (voix) (4 épisodes)
- 2018 : This is Heaven (téléfilm) : Eva
- 2019 : The Other Two (série télévisée) : Pitzi Pyle
- 2016-2019 : Les Pires Profs (Those Who Can't) (série télévisée) : Kate McGill / Zandra
- 2019 : Safe Spaces
- 2019 : Once Upon a Time in Hollywood de Quentin Tarantino : l'ouvreuse du cinéma
- 2022 : Une équipe hors du commun (A League of Their Own)  (série TV) : Shirley Cohen
- 2022 : Would It Kill You to Laugh? (avec John Early, Peacock)
- 2022 : Cinnamon in the Wind (Hulu)
- 2022 : Don't Worry Darling d'Olivia Wilde : Peg
- 2023 : Dream Scenario de Kristoffer Borgli : Mary

### Comme scénariste
- 2015 : Shopping (court métrage)
- 2016 : The UCB Show (série télévisée)
- 2016 : The Characters (série télévisée)
- 2016 : Bajillion Dollar Propertie$ (série télévisée) (2 épisodes)
- 2016 : Toasts (mini-série)
- 2017 : 555 (mini-série) (5 épisodes)
- 2018 : This is Heaven (téléfilm)

### Comme productrice exécutive
- 2017 : 555 (mini-série) (5 épisodes)
- 2018 : This is Heaven (téléfilm)